# Nowyj Niekouz
Nowyj Niekouz (ros. Новый Некоуз) – wieś (sieło) w Rosji, w obwodzie jarosławskim, ośrodek administracyjny rejonu niekouzskiego. W 2021 liczyła 3260 mieszkańców.